# Il tiranno Banderas
Il tiranno Banderas (Tirano Banderas) è un film del 1993 diretto da José Luis García Sánchez.
Il soggetto è tratto dall'omonimo romanzo di Ramón María del Valle-Inclán. Si tratta dell'ultimo film interpretato da Gian Maria Volonté.

## Trama
Nell'immaginario paese latino-americano di Tierra Firme, negli anni '20, il tiranno Santos Banderas, che sta epurando i vertici del suo governo, ha una figlia demente e anoressica, che tiene segregata. 
La rivolta al suo potere, che opprime gli indios, è guidata dal comunista Don Roque. Per fronteggiare le spese per una repressione armata, Banderas decide di usare il bancario Quintin Pereda, esponente della comunità spagnola del Paese, che a sua volta si rivolge reclamando cospicui crediti pregressi all'ambasciatore spagnolo, il Barone De Benicarles, noto omosessuale, le cui lettere compromettenti all'amico Currito sono in mano alla polizia. 
Don Roque viene arrestato, ma il tiranno gli offre un'alleanza col pretesto di tenere le potenze straniere lontane dal paese. Frattanto Pereda fa arrestare una donna per mancato pagamento di pegno su un anello, ed il figlioletto, rimasto solo viene sbranato dai porci: il marito Zacharias, folle di dolore, sequestra il bancario e lo uccide trascinandolo col cavallo. 
Mentre il popolo fa dimostrazioni e la sensitiva Lupita fa previsioni di morte e di disastri, l'esercito rivoluzionario penetra in città. Lo comanda il colonnello Domiziano De La Gandara il quale offre a Banderas, che ha appena ucciso la figlia, un processo regolare: ma Zacharias spara al tiranno uccidendolo. Don Roque diviene il nuovo presidente e De La Gandara è promosso capo dell'esercito.

## Riconoscimenti
- 1993 - Semana Internacional de Cine de Valladolid
  - Premio per il miglior attore (Gian Maria Volonté)
- 1994 - Premio Goya
  - Miglior sceneggiatura non originale
  - Miglior produzione
  - Miglior montaggio
  - Miglior scenografia
  - Migliori costumi
  - Miglior trucco